# Берсосілья
Берсосілья (ісп. Berzosilla) — муніципалітет в Іспанії, у складі автономної спільноти Кастилія-і-Леон, у провінції Паленсія. Населення — 50 осіб (2010).
Муніципалітет розташований на відстані близько 260 км на північ від Мадрида, 95 км на північний схід від Паленсії.
На території муніципалітету розташовані такі населені пункти: (дані про населення за 2010 рік)
- Басконес-де-Ебро: 2 особи
- Берсосілья: 24 особи
- Куїльяс-дель-Вальє: 5 осіб
- Ольєрос-де-Паредес-Рубіас: 19 осіб

## Демографія
Динаміка населення (INE ):